# Philipotabanus stigmaticalis
Philipotabanus stigmaticalis är en tvåvingeart som först beskrevs av Krober 1931.  Philipotabanus stigmaticalis ingår i släktet Philipotabanus och familjen bromsar. Inga underarter finns listade i Catalogue of Life.